# توده (بخش مرکزی تفت)
توده روستایی در دهستان شیرکوه بخش مرکزی شهرستان تفت استان یزد ایران است.

## جمعیت
بر پایه سرشماری عمومی نفوس و مسکن در سال ۱۳۹۵ جمعیت این روستا ۵۷ نفر (۲۸خانوار) بوده‌است.